# Final Fantasy Tactics A2: Grimoire of the Rift
Final Fantasy Tactics A2: Grimoire of the Rift är ett spel för Nintendo DS.
Det är ett turordningsspel och utspelas i en skola där huvudpersonen hittar en bok och blir teleporterad rakt in ett slagfält, där han går med i Cids klan och påbörjar sitt äventyr för att hitta en väg hem.